# Liste der Provinzen Preußens

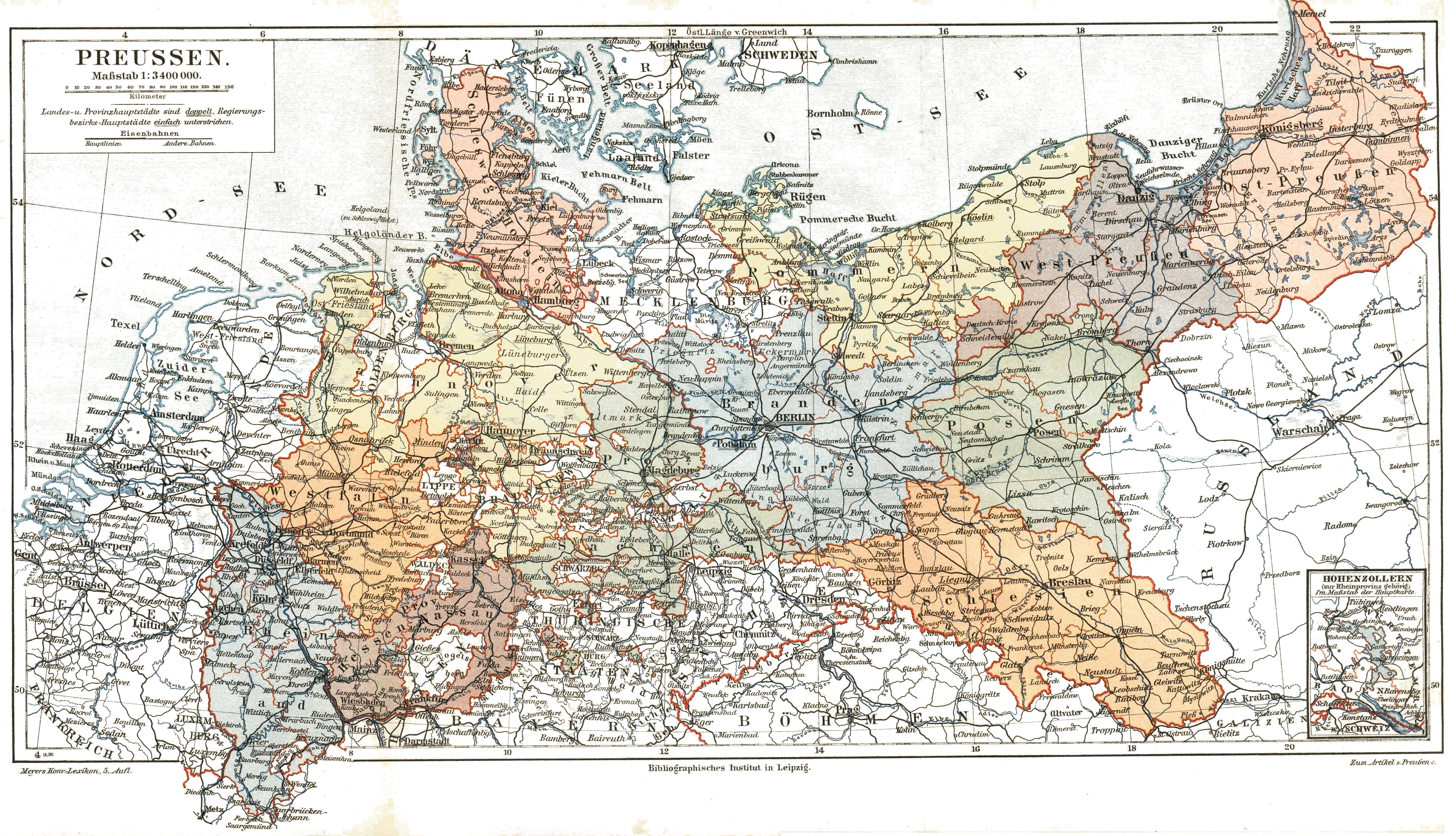
Provinzen und Regierungsbezirke Preußens, 1905

Diese Liste der Provinzen Preußens verzeichnet alle Provinzen, die nach dem Wiener Kongress 1815 jemals in der Verwaltungsgliederung des historischen Staats Preußen existierten. Das Staatsgebiet Preußens teilte sich vor dem Ersten Weltkrieg in 12 Provinzen, die 37 Regierungsbezirke umfassten.

## Liste
| Karte | Flagge | Provinz                     | Gründung      | Auflösung     | Einwohner (1910) | Heutige Zugehörigkeit                                                                                                | Bemerkungen |
| ----- | ------ | --------------------------- | ------------- | ------------- | ---------------- | --- | --- |
|       |        | Brandenburg                 | 1815          | 25. Feb. 1947 | 4.092.616        | Länder Brandenburg und Berlin (DE), Woiwodschaft Lebus (PL)                                                          | Provinzialverwaltung in Potsdam, ab 1827 in Berlin, ab 1843 wieder in Potsdam, ab 1918 in Charlottenburg (seit 1920 Stadtteil Berlins). 1881 wurde Berlin provinzfrei und verließ Brandenburg. 1920 wurde die Stadt als Groß-Berlin zu Lasten Brandenburgs erheblich erweitert. 1938 Umgliederung östlicher Kreise bei Auflösung der Provinz Posen-Westpreußen. 1945 die Gebiete östlich der Oder-Neiße-Linie (u. a. die Neumark) zu Polen, 1950 (DDR/Polen) bzw. 1970 (BRD/Polen) zwischenstaatlich und im deutsch-polnischen Grenzvertrag von 1990 völkerrechtlich anerkannt. Deutsch gebliebene Gebiete 1947 in neues Land Brandenburg überführt. |
|       |        | Hannover                    | 1866          | 1946          | 2.942.436        | Land Niedersachsen                                                                                                   | Neubildung aus dem 1866 annektierten Königreich Hannover. Zum 23. August 1946 durch die britische Besatzungsmacht zum eigenständigen Land Hannover erhoben, drei Monate später mit den Ländern Braunschweig, Oldenburg und Schaumburg-Lippe zum neuen Land Niedersachsen vereinigt. |
|       |        | Hessen-Nassau               | 7. Feb. 1868  | 1. Apr. 1944  | 2.221.021        | Hessen, Rheinland-Pfalz Thüringen                                                                                    | Neubildung aus den 1866 annektierten Ländern Herzogtum Nassau, Kurfürstentum Hessen und der Freien Stadt Frankfurt sowie Teilen des Großherzogtums Hessen, darunter die wenige Wochen zuvor an dieses gefallene Landgrafschaft Hessen-Homburg. Provinzialverwaltung in Kassel. 1944 in die Provinzen Kurhessen und Nassau aufgeteilt. Der größte Teil des Provinzgebiets gehört heute zu Hessen, ein kleinerer zu Rheinland-Pfalz. |
|       |        | Niederschlesien             | 14. Okt. 1919 | 1945          |                  | Woiwodschaft Niederschlesien (PL) Land Sachsen, Brandenburg (DE), Woiwodschaft Oppeln (PL)                           | Entstanden aus der Teilung der Provinz Schlesien; Provinzialverwaltung in Breslau. 1. April 1938 bis 1. April 1941 Wiedervereinigung Schlesiens. 1945 Auflösung, größter Teil seither zu Polen, 1950 (DDR/Polen) bzw. 1970 (BRD/Polen) zwischenstaatlich und im Deutsch-polnischer Grenzvertrag von 1990 völkerrechtlich anerkannt, Gebiete westlich der Neiße an Sachsen. |
|       |        | Oberschlesien               | 14. Okt. 1919 | 1945          |                  | Woiwodschaften Oppeln und Schlesien (PL)                                                                             | Entstanden aus der Teilung der Provinz Schlesien; Provinzialverwaltung in Oppeln, nach der Wiedergründung 1941 in Kattowitz. 1. April 1938 bis 1. April 1941 kurzzeitige Vereinigung mit Niederschlesien. 1945 Auflösung und seither zu Polen, 1950 (DDR/Polen) bzw. 1970 (BRD/Polen) zwischenstaatlich und im Deutsch-polnischer Grenzvertrag von 1990 völkerrechtlich anerkannt. |
|       |        | Ostpreußen                  | 1815          | 1945          | 2.064.175        | Woiwodschaft Ermland-Masuren (PL), Oblast Kaliningrad (RU), Distrikte Memel und Tauroggen (LT)                       | Provinzialverwaltung in Königsberg. Zum 3. Dezember 1829 mit Westpreußen zur Provinz Preußen vereinigt, zum 1. April 1878 wieder getrennt. 1923 bis 1939 war das Memelland von Litauen annektiert. 1945 Besetzung durch die Rote Armee und Auflösung, Gebiet seit 1945 zwischen der Sowjetunion und Polen aufgeteilt, 1950 (DDR/Polen) bzw. 1970 (BRD/Polen und BRD/UdSSR) zwischenstaatlich und im Deutsch-polnischer Grenzvertrag von 1990 völkerrechtlich anerkannt |
|       |        | Pommern                     | 1815          | 1945          | 1.716.921        | Woiwodschaft Westpommern (PL), Land Mecklenburg-Vorpommern (DE) Woiwodschaft Pommern                                 | Provinzialverwaltung in Stettin. Nach Kriegsende 1945 aufgelöst, größerer Teil seither zu Polen, 1950 (DDR/Polen) bzw. 1970 (BRD/Polen) zwischenstaatlich und im Deutsch-polnischer Grenzvertrag von 1990 völkerrechtlich anerkannt, kleinerer an Mecklenburg-Vorpommern |
|       |        | Posen                       | 1848          | 10. Jan. 1920 | 2.099.831        | Woiwodschaft Großpolen (PL)                                                                                          | Historisch polnisches Kerngebiet Großpolen, in den Teilungen Polens annektiert, 1815–1848 als autonomes Großherzogtum Posen, 1920 zurück an Polen; deutsch bleibende Gebiete an die neue Provinz Grenzmark Posen-Westpreußen. |
|       |        | Preußen                     | 3. Dez. 1829  | 1. Apr. 1878  |                  | Woiwodschaften Pommern und Ermland-Masuren (PL), Oblast Kaliningrad (RU), Distrikte Memel und Tauroggen (LT)         | Vorübergehende Vereinigung der Provinzen Ostpreußen und Westpreußen; Provinzialverwaltung in Königsberg. |
|       |        | Rheinprovinz                | 27. Juni 1822 | 1945          | 7.121.140        | Nordrhein-Westfalen, Rheinland-Pfalz, Saarland Hessen, Ostbelgien                                                    | Neubildung aus den Provinzen Jülich-Cleve-Berg und Großherzogtum Niederrhein; Provinzialverwaltung in Koblenz. 1945 kurzzeitig entlang der Grenze zwischen der Französischen und der Britischen Besatzungszone in die Provinzen Nordrheinprovinz und Rheinland-Hessen-Nassau geteilt. |
|       |        | Sachsen                     | 1815          | 1944          | 3.089.275        | Sachsen-Anhalt, Thüringen, Brandenburg, Sachsen                                                                      | Am 1. Juni 1944 in die Provinzen Halle-Merseburg und Magdeburg geteilt, der Regierungsbezirk Erfurt aber an Thüringen abgegeben. Die beiden Provinzen nach Kriegsende wiedervereinigt; Provinz(ial)verwaltung bis 1944 in Magdeburg. 1947 im neuen Land Sachsen-Anhalt aufgegangen. |
|       |        | Schlesien                   | 1815          | 1945          | 5.225.962        | Woiwodschaften Niederschlesien, Oppeln und Schlesien (PL) Länder Sachsen, Brandenburg (DE), Bezirk Troppau (CZ)      | Provinzialverwaltung in Breslau. 1919–1938 und erneut ab 1941 in die Provinzen Niederschlesien und Oberschlesien geteilt. Größter Teil seit 1945 zu Polen, 1950 (DDR/Polen) bzw. 1970 (BRD/Polen) zwischenstaatlich und im Deutsch-polnischer Grenzvertrag von 1990 völkerrechtlich anerkannt, Gebiete westlich der Neiße an Sachsen. |
|       |        | Schleswig-Holstein          | 12. Feb. 1867 | 23. Aug. 1946 | 1.621.004        | Land Schleswig-Holstein (DE), die Kommunen Tondern, Hadersleben, Apenrade und Sonderburg der Region Süddänemark (DK) | Neubildung aus den Herzogtümern Holstein, Sachsen-Lauenburg und Schleswig; Provinzialverwaltung in Kiel, 1879–1917 in Schleswig. 1920 Abtretung von Nordschleswig an Dänemark. 1937 wurden zahlreiche Hamburger Umlandgemeinden, u. a. die Großstädte Altona und Wandsbek an das Land Hamburg abgetreten und im Gegenzug das Land Lübeck und der oldenburgische Landesteil Lübeck an Schleswig-Holstein angegliedert. 1946 wurde die bisherige preußische Provinz durch die britische Besatzungsmacht zum neuen Land Schleswig-Holstein erhoben. |
|       |        | Westfalen                   | 1815          | 23. Aug. 1946 | 4.125.096        | RB Arnsberg, Münster und Detmold ohne Kreis Lippe des Landes Nordrhein-Westfalen                                     | Provinzialverwaltung in Münster. 1946 im neuen Land Nordrhein-Westfalen aufgegangen. |
|       |        | Westpreußen                 | 1815          | 1920          | 1.703.474        | Woiwodschaft Pommern (PL) Woiwodschaften Ermland-Masuren, Westpommern und Kujawien-Pommern (PL)                      | Provinzialverwaltung in Danzig. 3. Dezember 1829 Fusion mit Ostpreußen zur Provinz Preußen, zum 1. April 1878 wieder getrennt. Am 10. Januar 1920 nach Abtrennung des größten Teils des Provinzgebiets an Polen und die Freie Stadt Danzig Auflösung und Zusammenlegung der deutsch gebliebenen Reste der Provinzen Westpreußen und Posen in der neuen Provinz Grenzmark Posen-Westpreußen sowie Angliederung des Regierungsbezirks Marienwerder an Ostpreußen. |
|       |        | provinzfreie Stadt Berlin   | 1. Apr. 1881  | 25. Feb. 1947 | 2.071.257        | Land Berlin | „Seit 1. April 1881 ist B.[erlin] aus der Provinz Brandenburg ausgeschieden und bildet einen Verwaltungsbezirk für sich.“ Am 1. Oktober 1920 wurde das brandenburgische Umland mit Berlin als Groß-Berlin vereint. Ab 1945 Viersektorenstadt, bildet es heute das Land Berlin. |
|       |        | Hohenzollernsche Lande      | 6. Apr. 1850  | 25. Feb. 1947 | 71.011           | Baden-Württemberg | Gebildet wurde der „Regierungsbezirk Sigmaringen“ im Jahre 1850, als die beiden ehemaligen Fürstentümer Hohenzollern-Hechingen und Hohenzollern-Sigmaringen an Preußen fielen. Zuvor hatten die beiden Fürsten am 7. Dezember 1849 abgedankt. Beide Herrscherhäuser hatten bereits seit 1695 bzw. 1707 Erbverträge mit Preußen, Staatsverträge aus den Jahren 1849/50 regelten dann die Übernahme. Die Besitzergreifung durch den preußischen Staat erfolgte am 6. April 1850 in Sigmaringen bzw. am 8. April in Hechingen. Danach wurden die beiden Fürstentümer zu einem Regierungsbezirk mit Verwaltungssitz in Sigmaringen zusammengefasst.      |
|       |        | Jülich-Cleve-Berg           | 1815          | 27. Juni 1822 |                  | Nordrhein-Westfalen, RB Düsseldorf und Köln                                                                          | Kurzlebige Provinz, zum 27. Juni 1822 mit der Provinz Großherzogtum Niederrhein zur Rheinprovinz zusammengelegt. Provinzialverwaltung in Köln. |
|       |        | Großherzogtum Niederrhein   | 1815          | 27. Juni 1822 |                  | Rheinland-Pfalz, Nordrhein-Westfalen, RB Köln, Saarland Hessen, Ostbelgien                                           | Kurzlebige Provinz, zum 27. Juni 1822 mit Jülich-Cleve-Berg zur Rheinprovinz zusammengelegt. Provinzialverwaltung in Koblenz. |
|       |        | Großherzogtum Posen         | 1815          | 1848          | 1.040.712 (1831) | Woiwodschaft Großpolen (PL)                                                                                          | Historisch polnisches Kerngebiet Großpolen, in den Teilungen Polens annektiert, 1848 als Provinz Posen neuorganisiert und 1920 zurück an Polen; deutsch bleibende Gebiete an die neue Provinz Grenzmark Posen-Westpreußen. |
|       |        | Grenzmark Posen-Westpreußen | 1922          | 1938          |                  | | 1. Juli 1922 Neubildung aus den nach den Gebietsabtrennungen 1919 deutsch gebliebenen Resten der Provinzen Posen und Westpreußen; Provinzialverwaltung in Schneidemühl. 1. Oktober 1938 Auflösung; Gebiete gehen an die Provinzen Schlesien, Brandenburg und vor allem an Pommern. |
|       |        | Kurhessen                   | 1. Apr. 1944  | 19. Sep. 1945 |                  | Hessen, RB Kassel RB Gießen                                                                                          | Kurzlebige Provinz, entstanden aus dem Regierungsbezirk Kassel der Provinz Hessen-Nassau. Provinzialverwaltung in Kassel. 1945 im Land Groß-Hessen aufgegangen. |
|       |        | Nassau                      | 1. Apr. 1944  | 19. Sep. 1945 |                  | Hessen und Rheinland-Pfalz                                                                                           | Kurzlebige Provinz, entstanden aus dem Regierungsbezirk Wiesbaden der Provinz Hessen-Nassau. Provinzialverwaltung in Wiesbaden. 1945 im Land Groß-Hessen aufgegangen. |
|       |        | Halle-Merseburg             | 1944          | 1945          |                  | Land Sachsen-Anhalt                                                                                                  | Kurzlebige Provinz, entstanden aus der Aufteilung der Provinz Sachsen im Juli 1944; Provinzialverwaltung in Halle an der Saale. |
|       |        | Magdeburg                   | 1. Juli 1944  | 1945          |                  | Land Sachsen-Anhalt                                                                                                  | Kurzlebige Provinz, entstanden aus der Aufteilung der Provinz Sachsen im Juli 1944. Provinzialverwaltung in Magdeburg. |
|       |        | Nordrheinprovinz            | 1945          | 23. Aug. 1946 |                  | Nordrhein-Westfalen, RB Aachen, Düsseldorf und Köln                                                                  | Teilung der Rheinprovinz entlang der Grenzen der Besatzungszonen; Provinzialverwaltung in Düsseldorf. 1946 im neuen Land Nordrhein-Westfalen aufgegangen. |
|       |        | Rheinland-Hessen-Nassau     | 1945          | 30. Aug. 1946 |                  | Rheinland-Pfalz | Neubildung aus den in der Französischen Besatzungszone liegenden Teilen der Rheinprovinz und der Provinz Nassau; Provinzialverwaltung in Koblenz. 1946 im neuen Land Rheinland-Pfalz aufgegangen. |

## Wappen

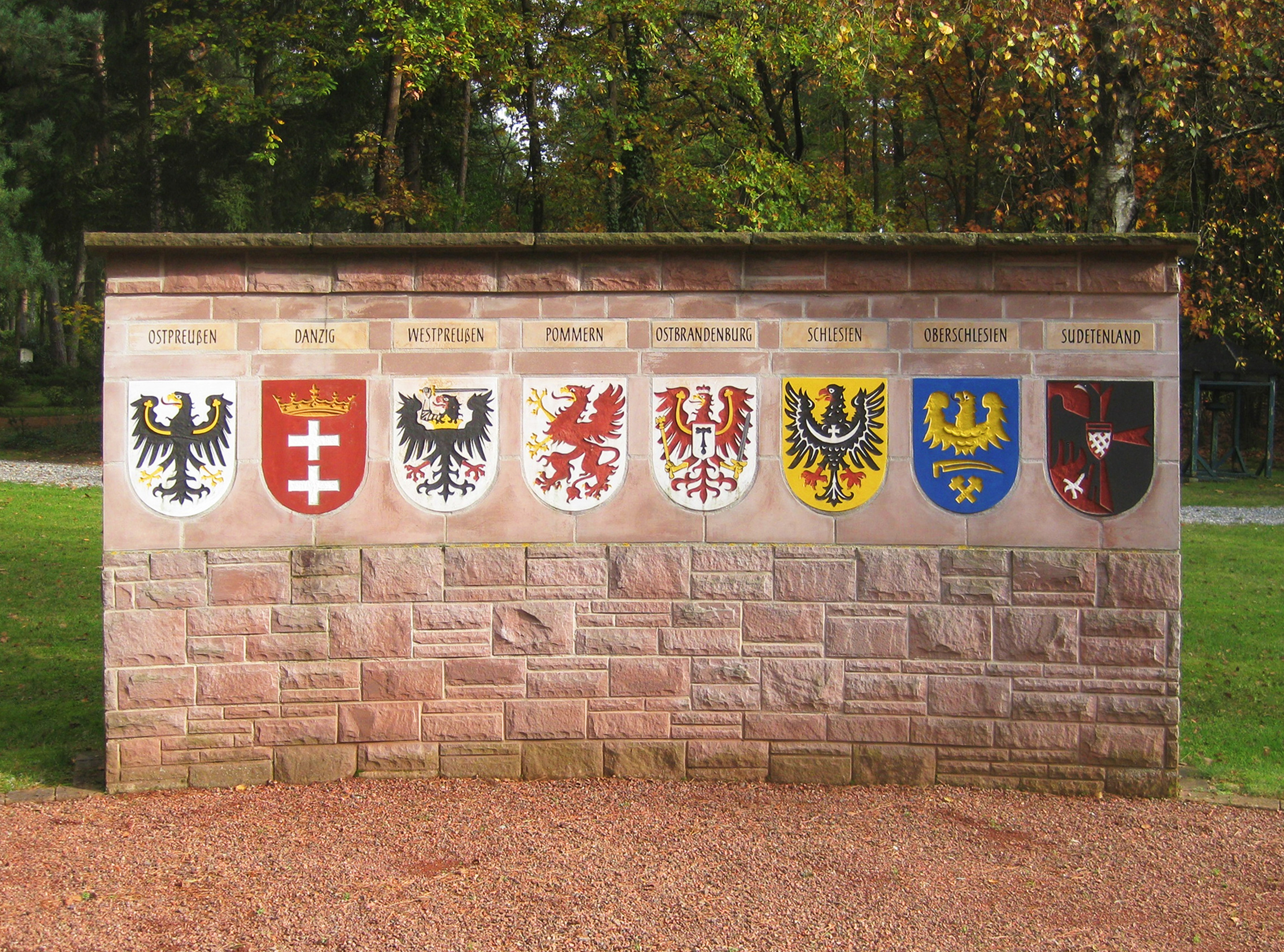
Wappen der Ostgebiete des Deutschen Reiches, Sennefriedhof

Zu den Wappen von Preußens Provinzen schreibt Ulrich Kober vom Geheimen Staatsarchiv Preußischer Kulturbesitz:

„Die Wappen der einzelnen Territorien der preußischen Monarchie wurden beschrieben in der Verordnung über das königliche Wappen vom 9. Januar 1817. Beschrieben wurden jedoch nicht Wappen der Provinzen („Provinz [Großherzogtum] Niederrhein“, „Provinz Jülich-Kleve-Berg“), welche wohl als bloße Verwaltungseinheiten ohne Bedarf eines eigenen Wappens angesehen wurden, sondern in feudaler Manier die Wappen der einzelnen sie bildenden Lande. Das neugebildete unhistorische „Großherzogtum Niederrhein“ (nicht ganz deckungsgleich mit der „Provinz Niederrhein“) wurde dabei behandelt wie die jeweils einzeln aufgeführten Fürstentümer Jülich, Kleve und Berg. Letztere behielten als einzelne ihre überkommenen Wappen, während ersteres – aber eben als ein Fürstentum – ein neues Wappen erhielt. Das scheint sich auch nach der provinzialen Verwaltungsänderung 1822 nicht geändert zu haben“.
„Das Bedürfnis nach eigenen Wappen für die preußischen Provinzen selbst scheint erst im Gefolge der Verwaltungsreformen von 1875 ff. entstanden zu sein. Als mit der Einführung der Selbstverwaltung der Provinzen (Provinzialordnung vom 29. Juni 1875) neue Behörden ins Leben gerufen wurden, bedurften diese neuerrichteten provinzialen Organe eines Siegels, wobei dann auch der Wunsch nach einem zu führenden Wappen zum Ausdruck kam“.